# Eisenspitze
Eisenspitze – szczyt w Alpach Lechtalskich, części Północnych Alp Wapiennych. Leży w Austrii w kraju związkowym Tyrol. Szczyt można zdobyć ze schronisk Augsburger Hütte (2289 m) lub Ansbacher Hütte (2367 m). Sąsiaduje z Dawinkopf.